# Bombardamento di Coventry
Il bombardamento della città di Coventry da parte della tedesca Luftwaffe avvenne nella notte tra il 14 e il 15 novembre 1940 ed è ricordato come uno degli eventi tragici della seconda guerra mondiale.

## Storia
Il bombardamento avvenne durante la seconda fase della battaglia aerea d'Inghilterra, iniziata dalla Luftwaffe l'11 agosto 1940 con l'obiettivo di annientare l'aviazione inglese in preparazione di uno sbarco in Inghilterra e proseguita successivamente contro i centri abitati allo scopo di minare il morale della popolazione civile. I primi bombardamenti di Coventry vennero effettuati il 25 agosto 1940 e vennero seguiti, nell'ottobre dello stesso anno, da diversi attacchi di breve durata che tuttavia causarono 176 vittime e danni all'aeroporto e all'ospedale.
La fase più famosa ebbe luogo la sera del 14 novembre 1940, sera di plenilunio, quando Coventry fu investita da ondate ininterrotte di incursioni aeree che si protrassero dalle ore 19.20 fino alle 6.15 del mattino successivo. Il raid venne denominato in codice dal comando tedesco Sonata al chiaro di luna.
Dei 500 bombardieri inizialmente decollati da aeroporti della Francia occupata dalle forze tedesche, 449 raggiunsero Coventry, guidati dal rudimentale sistema di radio navigazione X-Gerät, e parteciparono alle dieci ore del bombardamento sganciando indiscriminatamente sulla città 500 tonnellate di esplosivo e circa 30.000 spezzoni incendiari, volando ad alta quota a causa dell'intenso fuoco di sbarramento della contraerea inglese.
I primi bombardieri lanciarono dei bengala paracadutati per l'identificazione del bersaglio; successivamente vennero lanciate bombe incendiarie al fosforo che resero i bersagli più evidenti alle successive ondate di bombardieri tedeschi comandati da Albert Kesselring e Hugo Sperrle. Violente esplosioni cominciarono a scuotere il centro della città mentre le bombe incendiarie, esplosive e non, continuavano a cadere causando una tempesta di fuoco su tutta l'area sottostante.
Alle 19.59 tutti i mezzi antincendio erano all'opera per tentare di circoscrivere gli incendi sotto una pioggia di bombe sganciate dai bombardieri che continuavano ad arrivare sul cielo di Coventry. Al bombardamento si aggiunsero anche mine aeree costituite da esplosivo in grosse scatole metalliche sospese a paracadute che discendevano lentamente ed esplodevano prima dell'impatto col terreno. L'effetto era devastante spianando completamente tutto quanto compreso sotto il loro raggio d'azione. La chiesa di S. Nicola in Redford fu rasa al suolo da una di queste mine che provocò anche morti e feriti nella cripta sottostante.
Alle 2 del mattino cessò il fuoco della contraerea inglese per mancanza di munizioni. La maggior parte delle industrie era ridotta ad un ammasso di rovine in fiamme, le vie erano impraticabili per i crolli delle abitazioni adiacenti, il centro della città era in fiamme. Oltre duecento incendi avevano formato un unico gigantesco rogo con una temperatura di circa 1500 °C. Le fiamme si elevavano a più di trenta metri in un cielo annerito da alte colonne di fumo che rendevano visibile la città agli altri bombardieri in avvicinamento da una distanza di 200 chilometri. Il bombardamento continuò incessante fino all'alba per rallentare verso le ore 5 e cessare del tutto alle 6.15 quando fu suonato il cessato allarme.

## I danni causati e le perdite umane

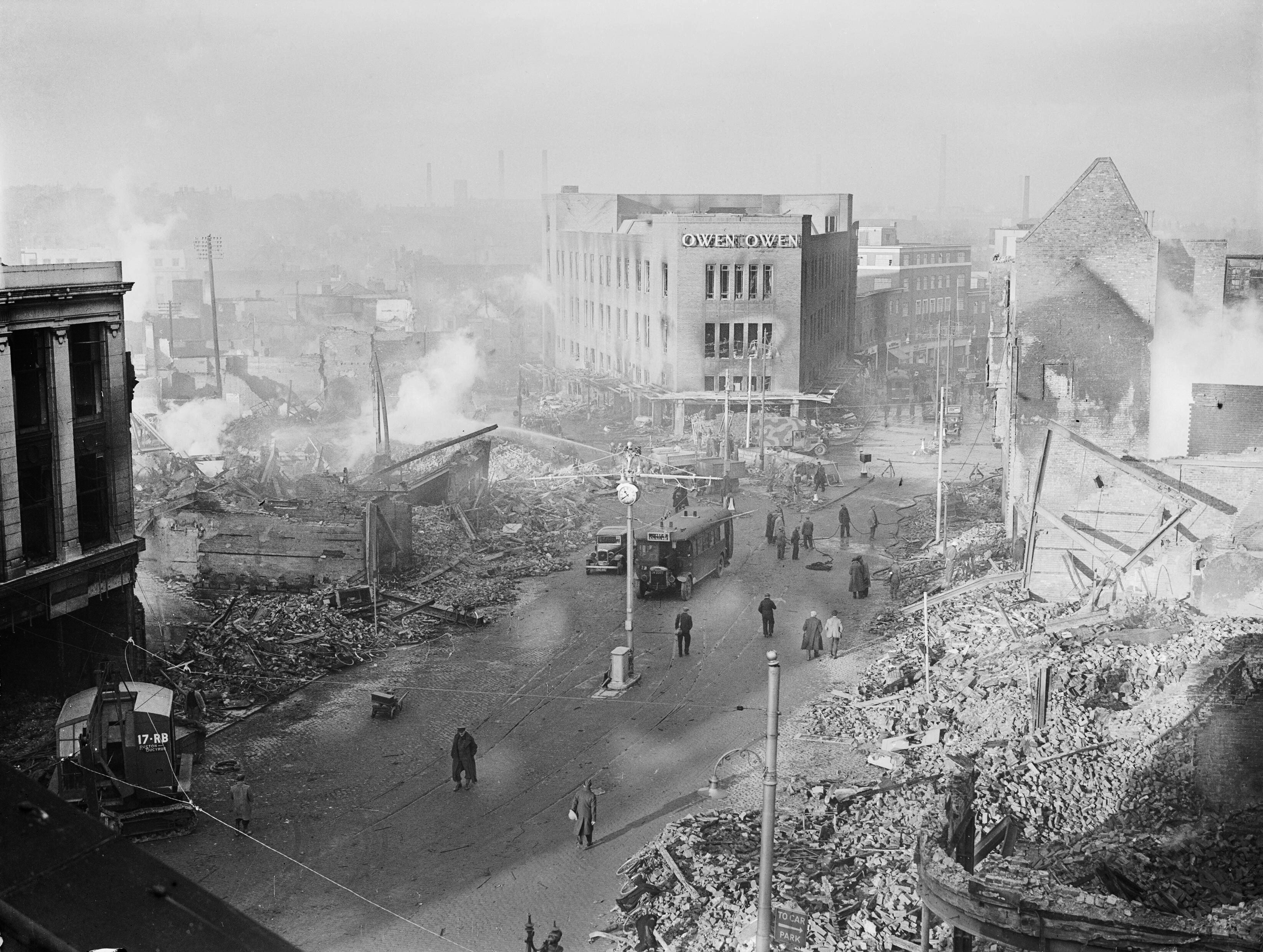
Il centro della città dopo il bombardamento

Il bombardamento, nonostante la popolazione si fosse rifugiata a inizio dell'attacco in ricoveri spesso di fortuna, costò la vita a 1.236 persone oltre a migliaia di feriti dei quali molti gravi. I danni materiali risultarono notevoli e commisurati all'entità del bombardamento: 4.330 abitazioni distrutte, più del 75% delle industrie (essenzialmente automeccaniche ed aeronautiche) gravemente danneggiate, distrutti due ospedali, tre chiese, rifugi antiaerei, stazioni ferroviarie, di polizia, uffici postali, cinema e teatri. L'intera rete dei trasporti tramviari e stradali risultò completamente distrutta.
Ulteriori gravi disagi derivarono alla popolazione per la distruzione delle centrali elettriche, della rete di distribuzione del gas e dell'acqua che creò la necessità di dover bollire le scarse riserve d'acqua per evitare il dilagare di infezioni. Della cattedrale di Coventry, patrimonio artistico risalente al XIV secolo e simbolo della città, colpita da 12 bombe incendiarie, restarono in piedi solo alcune pareti annerite dal fumo tuttora visitabili insieme alla nuova cattedrale.
La terribile devastazione di Coventry introdusse nella lingua corrente il termine coventrizzare, che sta appunto a indicare il bombardamento a tappeto di una città. Anche se l'origine esatta non è stata individuata, il suo primo utilizzo fu nella propaganda nazista come coventriert e in seguito adottato dalla lingua inglese nella forma to coventrate. La pratica di coventrizzare una città fu in seguito ripresa dal Vice maresciallo dell'aria Arthur Harris sulla città di Dresda che dal 13 al 15 febbraio 1945 fu sottoposta a bombardamento "totale" da parte della RAF e USAAF.

## La presunta conoscenza del governo britannico

Winston Churchill cammina tra le macerie della cattedrale un anno dopo il bombardamento, nel 1941

Nel suo libro The Ultra Secret, edito nel 1974, Frederick William Winterbotham affermò che il governo britannico era venuto a conoscenza dei piani tedeschi per Coventry grazie a Ultra, l'insieme dei sistemi di decodifica delle comunicazioni radio tedesche crittate tramite il dispositivo Enigma messo in opera dagli specialisti di crittoanalisi di Bletchley Park; Winterbotham, che durante la guerra era stato colonnello della RAF e supervisore degli ufficiali di collegamento incaricati di trasmettere le informazioni di Ultra ai comandi sul campo, dichiarò che Churchill, informato dell'imminente raid, diede ordine di non predisporre alcuna misura protettiva della città, onde non indurre in sospetto i tedeschi e non far capire loro che il sistema Enigma era stato violato dal Secret Intelligence Service britannico, in questo modo abbandonando quindi Coventry al suo destino. Queste affermazioni furono poi riprese dallo storico italiano Arrigo Petacco nel suo L'armata nel deserto.
Le affermazioni di Winterbotham furono messe in discussione da più autori, storici e testimoni diretti dei fatti: la maggioranza sostenne che, sebbene Churchill fosse a conoscenza del fatto che una massiccia operazione di bombardamento aereo era imminente, nessuno ai vertici britannici era a conoscenza del luogo in cui essa si sarebbe verificata. Peter Calvocoressi, ufficiale dell'intelligence britannica e capo della sezione aeronautica di Bletchley Park durante la guerra (e quindi responsabile della traduzione e analisi dei messaggi della Luftwaffe una volta decrittati), scrisse che "Ultra non menzionò mai Coventry... Churchill, lontano dal decidere se salvare Coventry o salvaguardare Ultra, ebbe sempre l'impressione che l'obiettivo del raid fosse Londra".
Lo scienziato Reginald Victor Jones, che durante la guerra fu un esperto dei servizi segreti britannici in materia di disturbo della radionavigazione nemica, scrisse che "i segnali di Enigma alle stazioni X-Gerät non furono interrotti in tempo", e che non era a conoscenza che Coventry fosse il bersaglio designato; inoltre, Jones notò che Churchill rientrò a Londra il pomeriggio del 14 novembre 1940, segno che il primo ministro riteneva che l'obiettivo del raid fosse la capitale. Allo stesso modo, lo storico francese Marc Ferro sostiene che Ultra aveva sì decrittato le comunicazioni tedesche ma che, l'intelligence britannica aveva potuto ricavare solo il nome in codice dell'obiettivo militare ("Corn"), senza poterlo associare alla città di Coventry.